# Bukama (territoire)
 (février 2017).
Si vous disposez d'ouvrages ou d'articles de référence ou si vous connaissez des sites web de qualité traitant du thème abordé ici, merci de compléter l'article en donnant les références utiles à sa vérifiabilité et en les liant à la section « Notes et références ».
Le territoire de Bukama est une entité déconcentrée de la province du Haut-Lomami en république démocratique du Congo.

## Géographie
Il est drainé par le cours de la Lualaba (Haut-Congo) qui forme là une cuvette marécageuse de la dépression de Kamalondo dont les lacs Upemba et Kisale sont les plus importants. Il regorge en son sein plus de 80 petits lacs sans compter les étangs d’eau et les rivières qui jettent leurs eaux dans le fleuve Congo. 

## Communes
Le territoire compte deux communes rurales de moins de 80 000 électeurs.
- Bukama, (7 conseillers municipaux)
- Luena, (7 conseillers municipaux)

## Secteurs et chefferies
Il compte également deux secteurs le secteur Lualaba et le secteur Kapamayi et quatre chefferies dont  : la chefferie de Butumba, la chefferie  de Kinkondja, la chefferie Kabondo-Dianda et la chefferie Kibanda. 

## Administration
Le territoire de Bukama dans son administration est buté à d’énormes problèmes qui toutefois handicapent le développement de ce coin stratégique  qui est à la base même du déclenchement du développement de la province du Katanga de par son sol riche, ses ressources hydrographiques même énergétiques.
Chaque chefferie est scindée en groupements. La chefferie Butumba est scindée en quatre groupements: Katala, Butumba, Upemba et Musanza. Dans le groupement Katala c'est le grand centre de production de riz qui toutefois est vendu dans le grand centre via la cité de Luena. Sous le règne du chef de chefferie Christophe Kabengele, la chefferie a connu un certain épanouissement par le concours de monsieur Cyrille Lupembwe Kilumba qui a combattu pour la bonne cause dans cette chefferie. 
La chefferie de Kinkondja sous le règne du  grand chef de chefferie Mwinya Mukata, est presque l'une de quatre chefferies qui semble être devant les autres chefferies du territoire de Bukama, en rapport avec le nombre d'intellectuel. Tous les chefs de chefferie, de secteurs et cité dépendent directement du Commissaire de territoire  en siège à Bukama  qui lui aussi dépend du Commissaire du district. 

## Économie

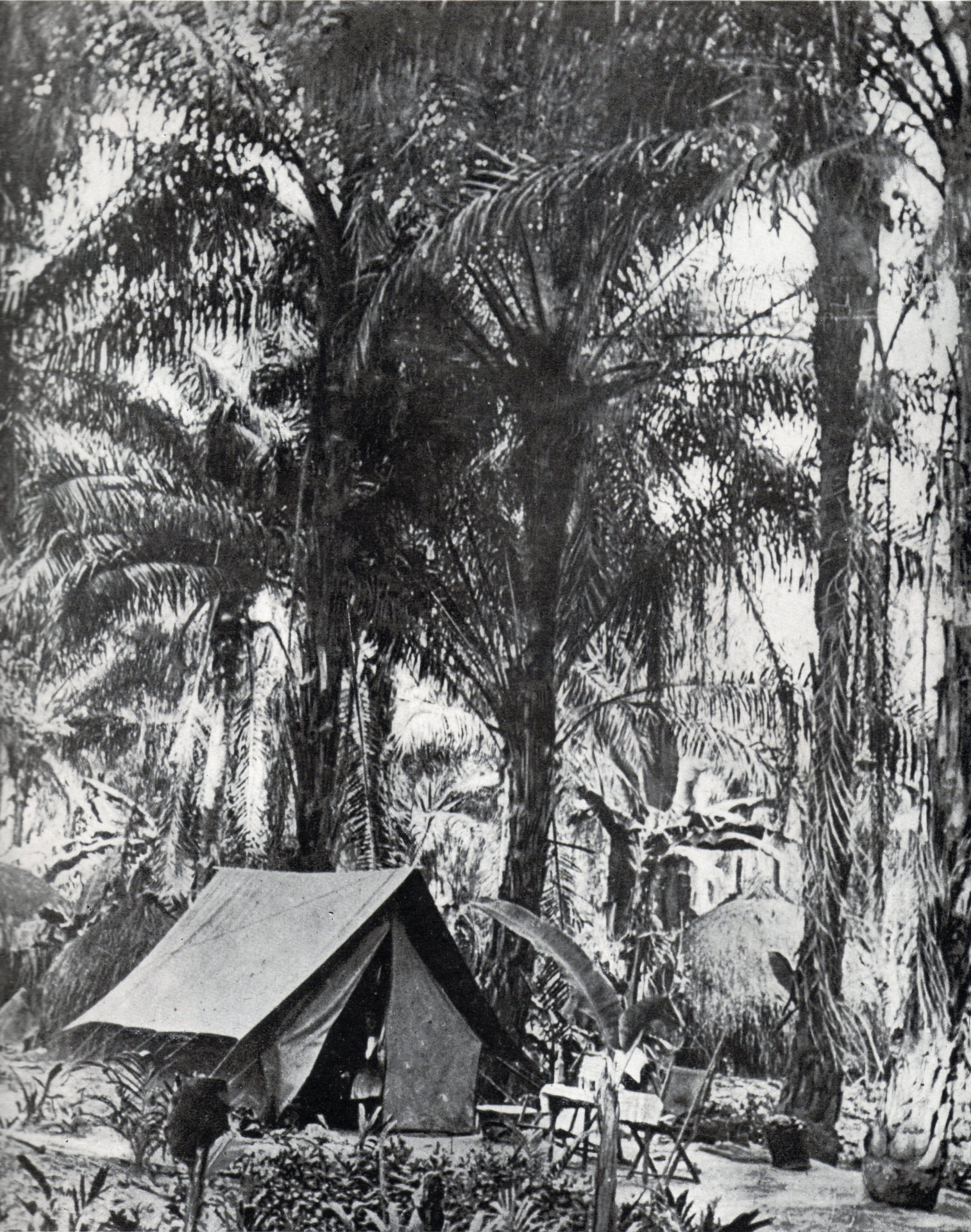
Campement du commandant Léon Tonneau (1863-1919), Directeur du Comité Spécial du Katanga, en tournée d'inspection. Bukama (Katanga) entre 1903 et 1906.

Le territoire de Bukama est réputé dans le domaine de la pêche artisanale sur les deux grands lacs : lac Upemba et  Kisalé mais également la pêche artisanale qui se passe tout au long du fleuve Congo, l’agriculture artisanale, l’élevage etc.  Le domaine commercial y est également, mais son épanouissement est rendu difficile par le manque de routes de dessertes agricoles qui toutefois découragent les cultivateurs et les commerçants qui en font leur profession de croitre leurs activités afin de ravitailler les grands centres de consommation en produits de première nécessité qui dès à présent posent d’énormes problèmes.
En revanche le territoire de Bukama est un centre ou un point d'intersection de plusieurs autres villages, qui par le fait d'avoir trois voies de ravitaillement (voie ferrée, voie maritime et voie routière)facilite le transit de marchandises vers les différentes destinations. C'est ce qui fait que le territoire de Bukama est un de territoire ayant une forte participation budgétaire dans la nouvelle province du haut Lomami.
L’extraction des substances minérales se fait d’une manière artisanale par l’entreprise Mineral Mining Ressource qui a ses installations dans la cité de Luena dont le grand site d’exploitation est KYENZE  dans la chefferie de Kibanda à plus de 120km de la cité de Luena. L’exploitation forestière, la chasse sont d’autant d’activités qui contribuent au moindre épanouissement du territoire de Bukama. Hors dans ce territoire une multitude d'espèces est présente, mais l'exploitation reste encore artisanale et non mécanisée. 
La pratique de l'agriculture est encore artisanale, alors que le rendement du sol est d'un grand pourcentage, le riz, le maïs, le manioc, le haricot, les arachides, le soja sont des pratiques agricoles qui ne sont pas développées dans cette partie de la République Démocratique du Congo. Le territoire de Bukama est un lieu stratégique dans le développement de l'agriculture, à cause du partage de voies de transport (ferroviaire, maritime et routière). C'est le pool stratégique pour déclencher le développement de la nouvelle province du Haut Lomami. Il pourra concourir même à 70 % dans le financement du budget de la future province dans la nouvelle configuration de découpage territorial.